# Counter-Strike: Condition Zero
Counter-Strike: Condition Zero (CZ hay CS:CZ) là một trò chơi máy tính thuộc thể loại bắn súng góc nhìn thứ nhất nối mạng và là phiên bản nối tiếp Counter-Strike. Game được phát hành vào năm 2004 sử dụng engine Half-Life GoldSrc. CS:CZ chủ yếu nâng cấp các tính năng của phần chơi mạng gồm mô hình nhân vật, kết cấu, bản đồ và các tweak đồ họa khác. Không giống như các bản Counter-Strike khác, Condition Zero cũng chứa một gói nhiệm vụ chơi đơn mà người chơi vào vai phe chống khủng bố cùng với các bot. Người chơi mở khóa bản đồ và đồng đội bot hiệu quả hơn khi người đó phải vượt qua các yêu cầu nhất định cho mỗi bản đồ trong khi chơi phe chống khủng bố. Những yêu cầu này bao gồm các mục tiêu như "Giết 3 tên địch với một băng đạn gắn phía sau" hay "chiến thắng một vòng trong 60 giây". Các bot Counter-Strike là một phần nổi bật trong lối chơi của Condition Zero. Game chỉ nhận được sự hỗn hợp cho phần đánh giá trung bình, với số điểm tổng hợp là 65 trên Metacritic.

## Phát triển
Condition Zero bắt đầu do hãng Rogue Entertainment phát triển vào năm 2000, ban đầu được công bố vào tháng 5 năm 2001 tại E3 năm đó. Nhà sản xuất game của Rogue, Jim Molinet, một năm sau đó chuyển đến Sony và công ty phát triển đã không còn tồn tại, để lại quá trình phát triển cho Valve. Sau đó, họ đã giao nó cho Gearbox Software, nhà phát triển của các bản mở rộng Half-Life, do đó Valve có thể tập trung vào việc phát triển đối thủ Team Fortress 2 và bộ engine mới của game.
Gearbox tạo ra một sự sửa chữa lớn của Counter-Strike với các mô hình chất lượng cao và đồ họa tốt hơn, tương tự như Blue Shift khi so với Half-Life. Họ cũng thêm vào sự pha trộn alpha, cho phép tán lá và hiệu ứng thời tiết trở nên thực tế hơn. Họ còn bổ sung một chế độ chơi đơn của game, tương tự như phiên bản cuối cùng, dựa trên nguồn cảm hứng của Randy Pitchford từ những game console như Tony Hawk's Pro Skater và Gran Turismo 3: A-Spec. Hãng còn cũng đặt vũ khí nổ như chai lửa Molotov, bom hơi cay và tên lửa M72 LAW. Đồng thời sử dụng việc phát hành của Steam cho lợi thế của họ để giúp ngăn chặn gian lận bằng cách đảm bảo cập nhật mã không đổi.
Sau một vài trì hoãn trong quá trình phát triển, game đã bỏ lỡ thời hạn cuối năm 2002 và được trao lại cho Ritual Entertainment, để hãng phải làm lại game hoàn toàn thành một phần chơi đơn với 20 nhiệm vụ không có liên quan. Họ nâng cao AI của bản gốc Half-Life để tạo ra AI của các bot ban đầu. Game dự kiến sẽ được phát hành vào đầu năm 2003 với một mục chơi mạng thứ hai, và phát triển cùng với phiên bản Xbox của Counter-Strike. Cùng với nhiều tựa game khác của Valve, trò chơi cũng có phiên bản dành cho OS X và Linux vào năm 2013.
Tuy nhiên, sau khi tuyên bố trò chơi vàng và đưa ra xem xét bản sao tác phẩm của Ritual, Valve nhận được một điểm số đánh giá trung bình khoảng 60%. Công ty đã rút lại trạng thái vàng và làm việc trên Condition Zero về cơ bản được bắt đầu lại một lần nữa. phát triển của Ritual đã bị bỏ và được giao lại cho Turtle Rock Studios tương đối trẻ, hãng dễ dàng khởi động lại hành quả mà Gearbox bỏ đi. Họ đã phát triển một AI bot cập nhật được thử nghiệm tại phiên bản beta trong Counter-Strike 1.6 trước khi phát hành. Tựa game hoàn chỉnh còn có một phiên bản phản chiếu phiên bản của Gearbox, cùng với 12 nhiệm vụ được phục hồi từ phần chơi đơn của Ritual gọi là Deleted Scenes.

### Condition Zero: Deleted Scenes
Condition Zero: Deleted Scenes là những gì còn sót lại từ sự bỏ rơi phần đóng góp trong quá trình phát triển một loạt mười tám nhiệm vụ chơi đơn không có liên quan của Ritual Entertainment. Deleted Scenes ban đầu tập trung vào game gồm cả tiêu chuẩn chơi mạng. Tuy nhiên, sau khi tuyên bố tựa game vàng và đưa ra xem xét bản sao tác phẩm của Ritual, Valve đã nhận được một điểm số đánh giá trung bình khoảng 60%. Công ty đã rút lại trạng thái vàng và làm việc trên Condition Zero về cơ bản được bắt đầu lại một lần nữa. Phần phát triển của Ritual đã bị bỏ và Turtle Rock Studios cuối cùng đã tự làm phiên bản của riêng mình. Tựa game hoàn chỉnh có phần chơi đơn của Ritual gọi là Deleted Scenes, cùng với phiên bản của Turtle Rock.
Một số vũ khí từ màn "lost co" đã xuất hiện trong Deleted Scenes, bao gồm cả vũ khí chống áo giáp hạng nhẹ M72 và súng máy M60. Một số được giới hạn cho AI của phe khủng bố, chẳng hạn như dao rựa và thắt lưng tự tử gây tranh cãi của Rogue Entertainment. Một số vũ khí do thám bao gồm bó đuốc, radio, máy ảnh quang và bom điều khiển từ xa. Người chơi cũng có thể mang tới ba lựu đạn thay vì một như thường lệ. Hơn nữa, sức mạnh của loại áo giáp Kevlar Armor của người chơi được đẩy mạnh, bảo vệ người chơi tốt hơn từ nhiều loạt đạn.
Một số vũ khí đã được làm lại hoạt ảnh hoàn toàn bao gồm Colt M4A1, FAMAS và Galil với ngoại lệ của SIG SG 552 trong đó sử dụng "hình ảnh động beta" của nó. Kết cấu vũ khí cũng có chút thay đổi. Các loại vũ khí có màu sắc hơi khác so với các đối tác Counter-Strike của họ, chẳng hạn như Arctic Warfare Magnum mà bây giờ là màu nâu thay vì màu xanh lá cây, Steyr AUG và súng carbine Colt M4 bây giờ là hai tông màu đen cảnh sát thay vì màu sắc thông thường. Game ban đầu đến với mười hai nhiệm vụ, nhưng sau đó Steam đã bổ sung thêm sáu nhiệm vụ được cắt từ lần phát hành ban đầu. Có một cộng đồng nhỏ cho Deleted Scenes và một số bản đồ tùy chỉnh đã được phát hành.